# Васютинский, Игорь Юрьевич
Игорь Юрьевич Васютинский (род. 28 апреля 1937, Москва) — российский учёный-геодезист, лауреат Государственной премии Российской Федерации (1996).

## Биография
Родился 28 апреля 1937 года в Москве.
Окончил геодезический факультет МИИГАиК (1961). В 1961—1974 годах работал в организациях п/я 3092 (Проектный институт МХП СССР), п/я 2511 (Московская проектная контора).
С 1974 года в МИИГАиК: доцент кафедры геодезии, с 1980 года — зав кафедрой экономики и организации производства.
В 1971 году защитил кандидатскую диссертацию, в 1980 году — докторскую, с 1983 года профессор.
Диссертации:
- Геодезический контроль высотного положения технологического оборудования и строительных конструкций методом гидростатического нивелирования с дистанционным съемом информации : на примере кольцевого ускорителя заряженных частиц : диссертация … кандидата технических наук : 05.00.00. — Москва, 1970. — 172 с. : ил.
- Разработка и исследование гидростатического нивелирования для геодезического обеспечения монтажа и эксплуатации прецизионных сооружений [Текст] : Автореф. дис. на соиск. учен. степ. д-ра техн. наук : (05.24.01). — Москва : [б. и.], 1979. — 47 с.

Лауреат Государственной премии РФ в области науки и техники (1996)[уточнить], лауреат премии им. Ф. Н. Красовского (2004 год).
Автор более 150 научных работ в сфере автоматизация высотных прецизионных геодезических измерений, экономики и предпринимательства, более 40 изобретений.
Заслуженный работник геодезии и картографии Российской Федерации (1999).

## Сочинения
- Гидростатическое нивелирование / И. Ю. Васютинский. — Москва : Недра, 1976. — 167 с. : ил. ; 21 см. — Библиогр.: с. 160—166 (123 назв.). — 4000 экз.
- Гидронивелирование / И. Ю. Васютинский. — М. : Недра, 1983. — 180 с. : ил.; 21 см.
- Геодезические приборы при строительно-монтажных работах [] / И. Ю. Васютинский, Г. Е. Рязанцев, Х. К. Ямбаев. — Москва : Недра, 1982. — 272 с. : ил. ; 22 см. — Библиогр.: с. 269—270. — 12600 экз.
- Геодезическое инструментоведение : [Учеб. для геодез. спец. вузов] / П. Н. Кузнецов, И. Ю. Васютинский, Х. К. Ямбаев. — М. : Недра, 1984. — 364 с. : ил.; 22 см.
- Геодезия. Изыскания и проектирование инженерных сооружений [] : справ. пособие / В. Д. Большаков, Е. Б. Клюшин, И. Ю. Васютинский; под ред. В. П. Савиных, В. Р. Ященко. — Москва : Недра, 1991. — 237, [1] с. : ил. ; 22 см. — Библиогр.: с. 230—231 (50 назв.). — 8670 экз. — ISBN 5-247-01249-0